# Суирен
Суирен (Кинески: 燧人; пинјин: suì rén) појављује се у кинеској митологији. Суирен (буквално "Творац Ватре") прозван је за народног хероја који људе уводи у производњу ватре и њену употребу у кувању. Уврштен је у неке древне спискове легендарна Три августа, који су живели много пре цара Јаоа, цара Шуна и царева из најстарије историјске кинеске династије (Сја), па чак и пре Жутог цара и цара Јана. Суирен је можда измислио паљење ватре луком и дрветом која потиче бар из цивилизације долине Инда. Према легенди он је владао Кином 110 година.